# Artă conceptuală

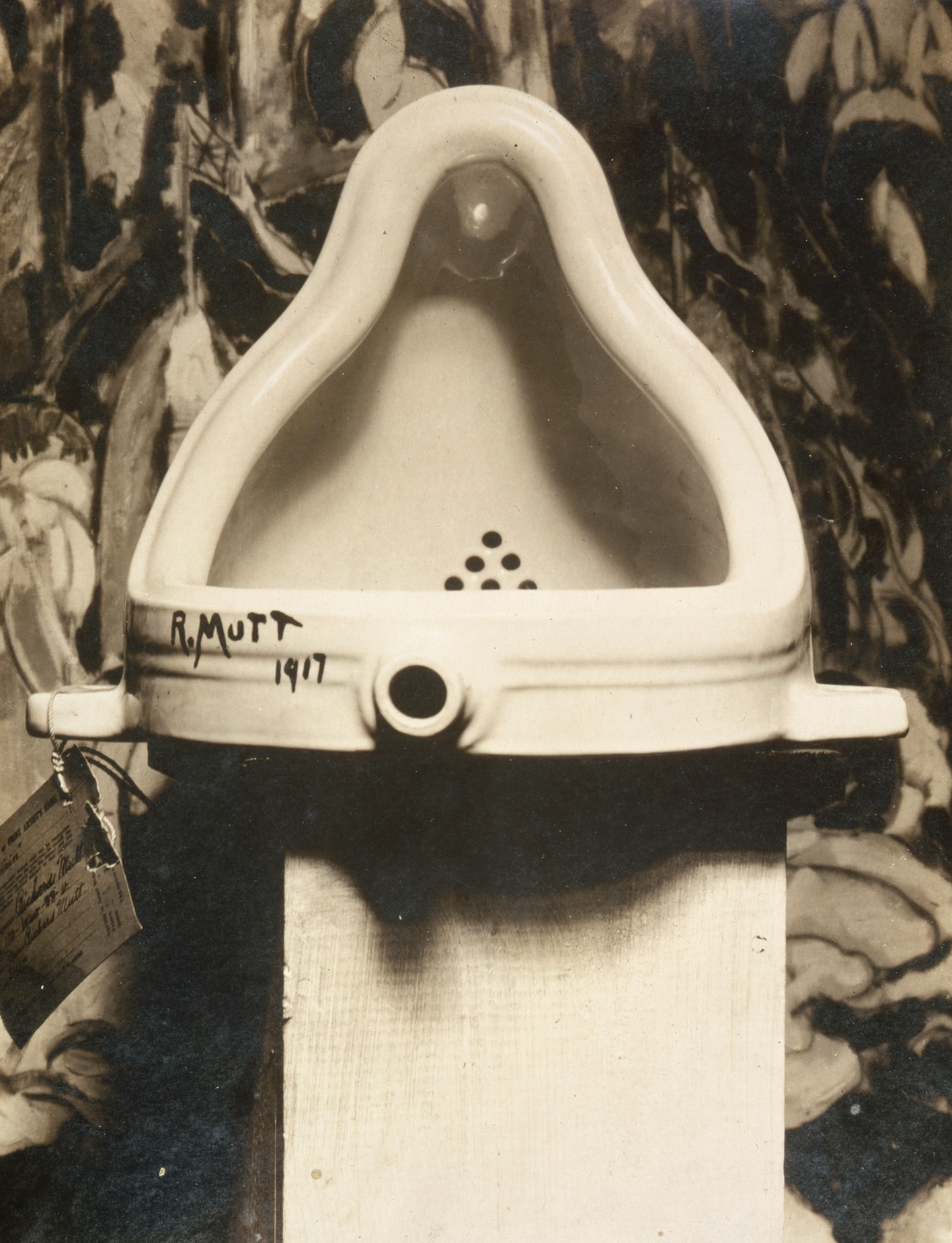
Fântâna lui Marcel Duchamp, 1917

Sub această denumirea de „artă conceptuală” la mijlocul anilor '60 ai secolului al XX-lea, încep să fie prezentate - în parte ca reacție împotriva formalismului - diferite manifestări și lucrări artistice în care pe primul plan se situează ideea ("idea art"), concepția, procesul operei, considerate mai semnificative decât forma concretă, ultimă, a unei anumite creații.
Artistul francez Marcel Duchamp a pregătit calea conceptualiștilor prin unele din lucrările sale, care refuzau orice categorisire și nu răspundeau prin virtutea proprietăților lor vizuale cerințelor unei opere de artă. Coreograful canadian Jean-Pierre Perreault vorbește despre opere paravizuale.
Artiștii Ian Burn, Mel Ramsden și Roger Cutforth în New York creează "The Society for Theoretical Art" ("Societatea pentru arta teoretică"), iar în Anglia, Philip Pilkington și David Rushton propagă Arta analitică. Grupul Art & Language din Londra își subintitulează revista cu același nume, apărută în 1969, "Journal of Conceptual Art".
În evoluția acestei mișcări, se remarcă câteva expoziții: "Când atitudinile devin formă" (Berna, 1969), "Conception" (Leverkusen, 1969), "Arta conceptuală și aspectele concepției" (New York, 1970). Teoretic, mișcarea se definește cu un plus de precizie cu prilejul Bienalei tinerilor artiști de la Paris în 1971, ca și la expozițiile Documenta din Kassel.
Așa cum apare în prezent, arta conceptuală este o modalitate de autoanaliză, de prezentare a laboratorului de creație, într-un amestec de imagini pictate, fotografii, inscripții și instalații. Forma care se va naște se află încă în gestație, poate fi anunțată de o schiță, de o însemnare, dar păstrează un grad de imprevizibilitate.

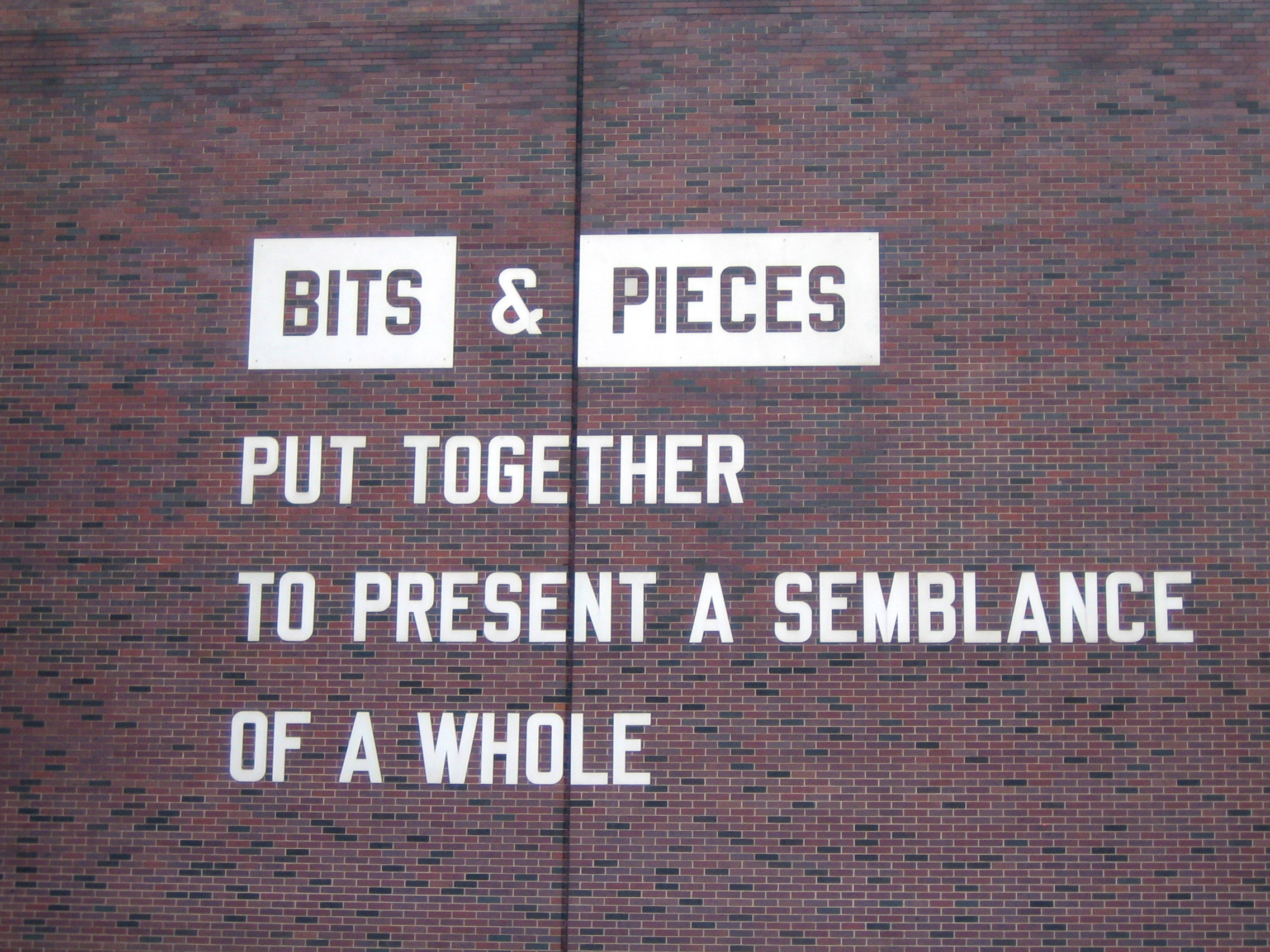
Lawrence Weiner. Bits & Pieces Put Together to Present a Semblance

Artistul ne oferă "spectacolul" lucrului său, ceea ce conform tradiției era de regulă ascuns receptorului de artă, căruia i se ofereau doar opere finite.
În România, în 1978, a avut loc la Timișoara expoziția "Studiul", în care s-au prezentat aspecte ale concepției operei de artă.

## Reprezentanți ai artei conceptuale
- Janine Antoni
- Art & Language
- John Baldessari
- Robert Barry
- Sebastian Bieniek
- Mel Bochner
- Ian Burn
- James Collins
- Roger Cutforth
- Hanne Darboven
- Tracey Emin
- Henry Flynt
- Dan Graham
- Hans Haacke
- Jenny Holzer
- Douglas Huebler
- Ray Johnson
- Mike Kelley
- Yves Klein
- Joseph Kosuth
- Barbara Kruger
- Sol LeWitt
- Adrian Piper
- Mel Ramsden
- Berner Venet
- Lawrence Weiner
- Markus Zürcher